# Primarias del Partido Republicano de 2008 en Utah
Las primarias republicanas de Utah, 2008 fueron el 5 de febrero de 2008, con 36 delegados nacionales. Las encuestas mostraban que Mitt Romney lideraba por más del 85% de los votos.

## Resultados
| Candidato     | Votos   | Porcentajes | Delegados |
| ------------- | ------- | ----------- | --------- |
| Mitt Romney   | 255,218 | 89.94%      | 36        |
| John McCain   | 15,264  | 5.38%       | 0         |
| Ron Paul      | 8,295   | 2.92%       | 0         |
| Mike Huckabee | 4,054   | 1.43%       | 0         |
| Rudy Giuliani | 928     | 0.33%       | 0         |
| Total         | 283,759 | 100%        | 36        |